# Аттал (сын Андромена)
Аттал (др.-греч. Άτταλος; около 356—316 годы до н. э.) — знатный македонянин, участник походов Александра Македонского, военачальник периода войн диадохов.
После смерти Александра Аттал породнился с регентом империи Александра Пердиккой и некоторое время руководил его флотом. После гибели Пердикки Аттал включился в борьбу за власть между бывшими военачальниками Александра, однако особых успехов не добился. Умер вскоре после пленения Антигоном.

## Биография

### Происхождение. Участие в походах Александра Македонского
Аттал, сын Андромена, происходил из знатного верхнемакедонского рода Тимфеи. Был ровесником Александра Македонского и, соответственно, родился около 356 года до н. э. По материнской линии он являлся племянником знаменитого военачальника и диадоха Полиперхона. В семье Андромена было 4 сына: старший — Аминта, второй — Симмий, третий — Аттал, самый младший — Полемон.
В молодости Аттал служил телохранителем у молодого царевича. Согласно Диодору Сицилийскому, был царским телохранителем Филиппа II, что современные историки считают явной ошибкой античного историка. Аттал был свидетелем убийства Филиппа II Павсанием. Вместе с Леоннатом и Пердиккой Аттал догнал и заколол убийцу. Возможно, все они знали о предстоящем покушении, а затем устранили Павсания, чтобы не дать тому возможности раскрыть имена заказчиков.
Участвовал в походах Александра Македонского. На начальных этапах был в подчинении у своего старшего брата Аминты. В 330 году до н. э. вместе с братьями был привлечён к суду как один из возможных сообщников и друзей Филоты, готовившего заговор против Александра. Выступление Аминты было энергичным и произвело впечатление на воинов. Обвинения были сняты. Однако, по свидетельству Арриана, вскоре Аминта «осаждая какое-то селение … был ранен стрелой и скончался от раны, так что оправдание не принесло ему ничего, кроме доброго имени». Руководство таксисом Аминты перешло к Атталу.
Аттал упомянут среди тех военачальников, которых Александр в 328 году до н. э. оставил в Бактрии, а весной 327 года до н. э. отправил в Согдиану. В начале кофенского похода Аттал руководил сопровождавшим Александра отрядом. Македонский царь во время данной кампании поручил Атталу, вместе с Алкетой и гиппархом Деметрием осаждать Оры.
Участвовал в индийском походе. В 325 году до н. э. Александр отправил армию под верховным командованием Кратера, в которую входили таксисы Аттала, Мелеагра и Антигена, через земли арахотов и зарангов в Карманию.

### После смерти Александра
Непосредственно после смерти Александра в 323 году до н. э. возник вопрос относительно престолонаследника. Согласно предложению Пердикки, царём должен был стать ещё неродившийся сын Александра от Роксаны. Регентами с согласия матери становились Пердикка и Леоннат. Данное предложение было принято представителями конницы. Пехота, подстрекаемая Мелеагром, объявила царём слабоумного единокровного брата Александра Арридея. В данном конфликте Аттал стал на сторону Мелеагра. Конфликт был устранён соглашением о том, что в Македонии будет два царя и два регента — Пердикка и Мелеагр. Вскоре Аттал перешёл на сторону Пердикки. Их союз был закреплён свадьбой между Атталом и сестрой Пердикки Аталантой. Мелеагр вскоре был казнён во время организованной Пердиккой чистки лидеров недавнего восстания.
В последовавшей за смертью Александра Первой войне диадохов 321—320 годов до н. э. Аттал находился на службе у Пердикки. В Киликии Атталу было поручено командование флотом. Со своими кораблями он отплыл к Египту, где патрулировал вход в дельту Нила. К этому времени относится неудачная попытка Аттала и Полемона выкрасть гробницу Александра. В области Пелузия Аттал узнал об убийстве Пердикки и Аталанты взбунтовавшимися солдатами, которое предположительно произошло в мае 320 года до н. э. Во время последующего передела империи в Трипарадисе пятьдесят приближённых к Пердикке военачальников, среди которых был и Аттал, объявили вне закона и приговорили к смерти. Непосредственным поводом для такого решения стала гибель Кратера и других македонян во время битвы у Геллеспонта с Эвменом. Командование армией, которой следовало уничтожить остатки армии Пердикки, было поручено Антигону.
Из Пелузия Аттал отплыл в Тир. Командующий городским гарнизоном Архелай сохранил верность Пердикке и передал Атталу переданные на хранение 800 талантов. Также в Тире к Атталу присоединились воины, которые сохранили верность памяти Пердикки. Согласно Арриану, Аттал поддержал жену Филиппа III Арридея Эвридику в её противостоянии с военачальниками. Возможно, с помощью денег из царской казны он стремился упрочить своё положение в империи. Однако попытка Аттала оказалась неудачной, так как Эвридика проиграла и регентом стал Антипатр.
Несмотря на смерть своего военачальника, в империи Александра сохраняла большое влияние т. н. «партия Пердикки». Наиболее сильными позиции её сторонников были в Малой Азии. Эвмен подчинил своей власти земли от Тавра до Геллеспонта. В южных отделах Малой Азии правил брат Пердикки Алкета, который приобрёл симпатии воинственных племён Писидии. Аттал, также принадлежавший к «партии Пердикки», собрал войско в 10 тысяч пеших и 800 конных воинов и отплыл в Карию.
В планы Аттала входило завоевание морского побережья от Книда до Кавна, и покорение богатого торгового острова Родос. Родоссцы, которые вскоре после смерти Александра изгнали македонский гарнизон, выслали навстречу Атталу флот под командованием наварха Демарата. В последующем морском сражении Аттал был разбит и с остатками войска высадился на побережье Малой Азии. С ними он достиг Писидии, где соединился Алкетой. Совместными усилиями они успешно отразили нападение карийского сатрапа Асандра, который признавал верховную власть и сохранял лояльность Антипатру. К Атталу и Алкете вскоре прибыли послы от Эвмена с предложением союза. Ни Алкета, ни Аттал не были готовы подчиниться более сильному и талантливому Эвмену, своей зависти к которому они не скрывали и при жизни Пердикки. Военачальники приняли и выслушали послов, однако на военном совете приняли фатальное для них решение. Ответ звучал: «Алкета — брат Пердикки, Аттал — его зять, а Полемон — брат последнего, им подобает начальство и их распоряжениям должен подчиниться Эвмен».
Вскоре Антигон, желая окончательно уничтожить «партию Пердикки», совершил форсированный марш из Каппадокии в Писидию, чем застал войско Алкеты и Аттала врасплох. Антигон занял горные вершины и проходы ещё до того, как враг осознал его близость. В последовавшем сражении при Критополе Аттал вместе с другими военачальниками попал в плен и был заключён в одну из крепостей Фригии.
Согласно Диодору Сицилийскому, в 317 году до н. э. Атталу вместе с другими пленными удалось обмануть стражу и даже захватить крепость. Один из освободившихся пленных Доким советовал бежать, в то время как Аттал заявил, что не выдержит лишений очередных скитаний из-за подорванного в плену здоровья. Пока они спорили относительно дальнейших действий к крепости подошли другие отряды Антигона, руководство над которыми взяла на себя супруга Антигона Стратоника. Аттал с товарищами оказался в осаде, которая продлилась год и четыре месяца. По всей видимости Аттал погиб во время осады, так как никаких других свидетельств о его жизни нет.
Приблизительно в то же время, в 316/315 году до н. э., после завершения осады Пидны к Кассандру в плен попали и дочери Аттала, которые находились при дворе Олимпиады Эпирской.

### Исследования
- Дройзен И. Г. История эллинизма. — Ростов-на-Дону: Феникс, 1995. — Т. 2. — 544 с. — ISBN 5-85880-079-3.
- Киляшова К. А. Политическая роль женщин при дворе македонских царей династии Аргеадов. Диссертация на соискание учёной степени кандидата исторических наук / Научный руководитель доктор исторических наук, профессор Э. В. Рунг. — Казань: Казанский (Приволжский) федеральный университет, 2018.
- Шофман А. С. Распад империи Александра Македонского / Печатается по постановлению редакционно-издательского совета Казанского университета. Отв. редактор В. Д. Жигунин. — Казань: Издательство Казанского университета, 1984.
- Heckel W. Attalus 3 // Who's Who in the Age of Alexander the Great: Prosopography of Alexander's Empire (англ.). — Malden; Oxford; Carlton: Blackwell Publishing, 2006. — P. 63—64. — ISBN 1-4051-1210-7.
- Roisman Joseph. Alexander`s Veterans and the Early Wars of the Successors (англ.). — Austin: University of Texas Press, 2013. — ISBN 978-0-292-75431-7.